# Vinidi
Ver (en llatí Verus) també Umidi (Vmidius) o Vinidi (Vinidius) va ser un jurista romà.
És aparentment el jurista que menciona Luci Volusi Mecià que en parla com a "Vindius noster" però probablement el nom correcte és Vinidius. Va ser un dels juristes que es trobaven en el consilium d'Antoní Pius, amb Ulpi Marcel, el mateix Volusi Mecià i altres. És citat dues vegades per Ulpià, i una vegada per Juli Paulus. Probablement va escriure alguna cosa, però no se n'ha conservat cap fragment al Digest.